# Tropa de choque

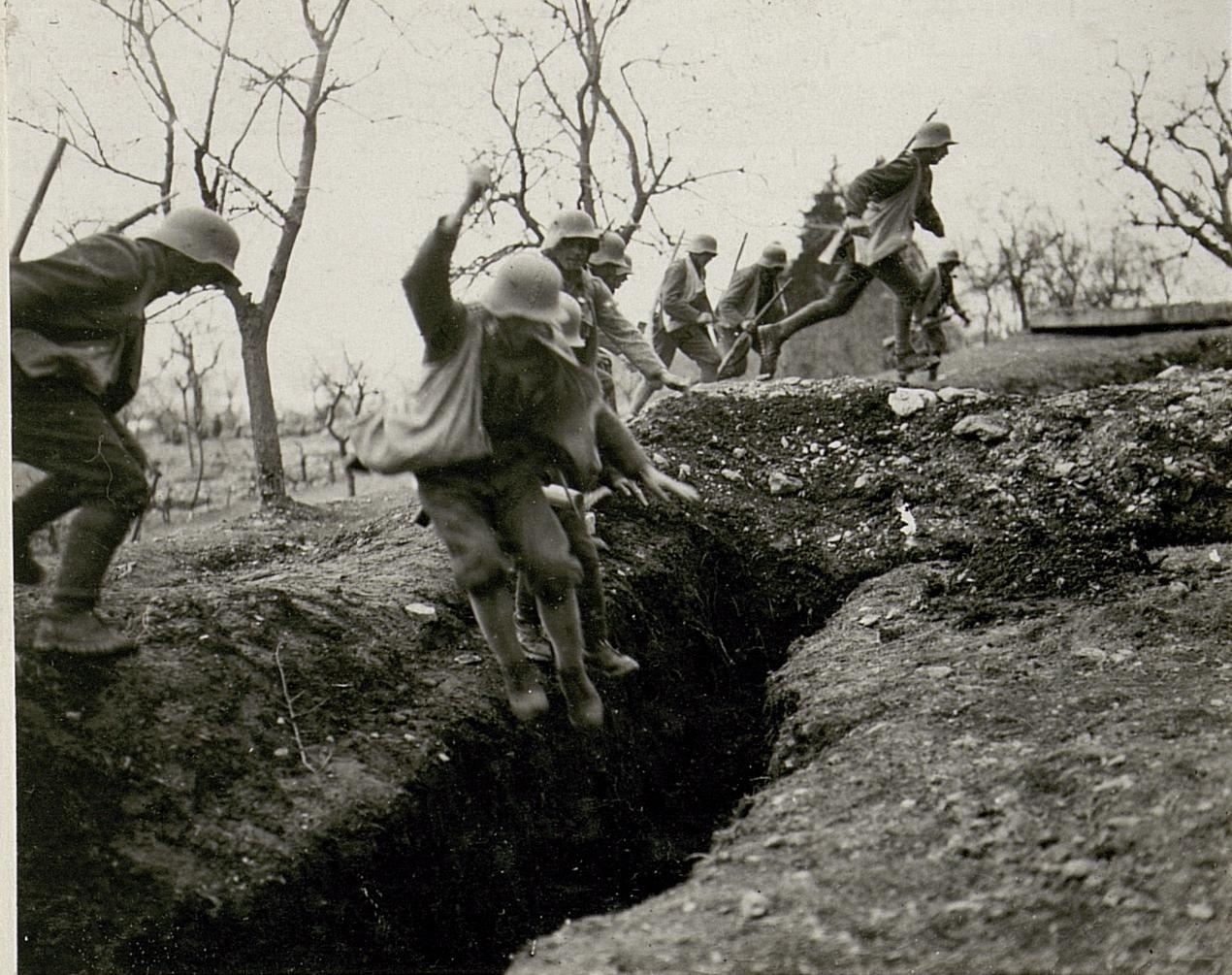
Foto de los ejercicios del batallón de tormenta en Levico, Italia

Las tropas de choque o tropas de asalto son formaciones creadas para dirigir un ataque. "Tropa de choque" es un calco, una traducción libre de la palabra alemana Stoßtrupp. Las unidades militares que contienen tropas de asalto suelen estar organizadas para la movilidad con la intención de penetrar a través de las defensas enemigas y atacar a las zonas traseras vulnerables del enemigo.
Aunque el término "tropas de choque" se hizo popular en el siglo XX, el concepto no es nuevo, ya que los ejércitos de Europa occidental llamaban 'esperanza perdida a este mismo componente de choque. En la actualidad, el término se utiliza muy poco; sus conceptos estratégicos han quedado obsoletos y se han convertido en el pensamiento militar contemporáneo estándar.